# Talles Barreto
Talles Alves Barreto (Itapuranga, 17 de março de 1970) é um político brasileiro, filiado ao União Brasil (UB)  Atualmente, é deputado estadual de Goiás.
Filho do juiz Antônio Barreto  e Adélia Alves Barreto. Advogado desde 1994, pós-graduado em Gestão Pública pela Fundação Getúlio Vargas. Casado, com a Desembargadora Federal do Trabalho, Iara Rios, pai de 3 filhos. Mudou-se para Goiânia ainda muito jovem, no ano de 1979, para acompanhar o pai que assumia a 3ª Vara Criminal da Capital.
Iniciou a vida política nos movimentos estudantis no final da década de 80, foi presidente do PFL Jovem; Procurador jurídico do Gabinete Civil; Presidente do Fundo Especial de Revitalização do Estádio Serra Dourada e, posteriormente assumiu a presidência da Agência Goiana de Esporte e Lazer, ficando à frente da pasta até o ano de 2010.
Na Presidência da AGEL, levou o esporte ao interior de Goiás, fortaleceu associações e ligas esportivas locais. Dentre os projetos desenvolvidos e implantados na sua exitosa gestão a frente da AGEL estão o Projeto 2º tempo: Crianças e adolescentes após o horário de aula, incentivadas a praticar esporte, com um objetivo social e de integração. Programa Pró-Atleta: Atletas de alto rendimento, através de um incentivo governamental, trazendo resultados significativos nas competições nacionais e internacionais. Programa Pintando a Liberdade: A reinserção social do reeducando onde os detentos do sistema Semiaberto, confeccionavam materiais esportivos, que eram utilizados nos projetos sociais
Fase que impulsionou para em 2010 começar a luta para conquistar uma cadeira na Assembleia Legislativa de Goiás, recebendo valorosos 23.372 votos. Em seu segundo mandato, obteve um crescimento na sua votação relativa à primeira eleição, desta vez eleito com 36.639 votos.
Talles é reconhecido como um dos deputados mais atuantes da casa, ocupou o cargo de presidente da Comissão de Constituição e Justiça, a mais importante da casa. No período em que esteve à frente da comissão, foram 1.378 projetos votados, já na comissão mista foram realizadas 108 reuniões com a votação de 359 projetos.  Já apresentou mais de 190 projetos de lei , na área da Saúde, Educação, direito dos Idosos, dentre outros; Reconhecido pela sua atuação municipalista, destinou milhões de reais em emendas parlamentares para os municípios que representa, utilizados na compra de ambulâncias, vans e outras demandas.
O deputado estadual está em seu terceiro mandato, reeleito com 35.456 votos e na 19ª Legislatura estará atuando na liderança do PSDB na Assembleia Legislativa de Goiás. Após seu retorno à Assembleia Legislativa de Goiás, instaurou a CPI das Universidades que visa apurar a irregularidades em instituições de ensino superior e assumiu a presidência da Comissão de Educação, Cultura e Esporte. Talles Barreto é defensor de uma Assembleia independente e foi uma importante voz no debate da PEC do Orçamento Impositivo, que garante aos deputados autonomia para destinar emendas aos municípios que representam.